# 小白礁一号
28°53′06.322″N 122°14′40.132″E / 28.88508944°N 122.24448111°E

北渔山附近地图，沉船位置用红叉给出

小白礁一号沉船是中国浙江省象山县渔山列岛小白礁北侧发现的一艘清代沉船。据推断，沉船为宁波至琉球或东南亚国家的外贸船只，在渔山列岛海域触礁沉没。沉船发现于2008年10月、2011年至2014年期间先后进行四次水下考古，发现青花瓷和大量石材。船体和船上文物被打捞出水，船体被置于国家水下文化遗产保护宁波基地内实施保护，并向公众开放参观。

## 发现与发掘
根据明《武备志》记载，明代时即有经过渔山列岛的航线。列岛周边海况复杂，风高浪急，暗礁较多，历史上曾发生多次沉船事故，也有渔民曾在此海域打捞到瓷器和其他文物。2008年10月，中国国家博物馆水下考古研究中心与宁波市文物考古研究所合作开展宁波海域水下文物普查。在此过程中，考古工作者在渔山列岛小白礁北侧水下24米处发现大量石板，进而发现沉船遗址。由于该沉船是小白礁海域发现的第一艘沉船，因而被命名为“小白礁一号”。2009年6月，两机构再次对沉船遗址进行调查，并展开试掘。此次调查对遗址分布范围和船体构造等信息进行了调查，发现船体保存较好，龙骨、肋骨、隔仓板等构件尚存。船内发现大量堆放整齐的青花瓷和梅园石，应当为原始堆积的船货:13-18。船舱内出水400余件瓷器及砖块、铜器、钱币等物件，根据钱币上的年号断定沉船年代为清代道光年间。
由于沉船埋藏深度较浅，且靠近海岛，容易受到海潮侵害和盗捞，2011年4月，中国国家文物局批准对“小白礁一号”进行考古发掘。2011年6月至7月，“国家水下文化遗产保护培训班”期间，参与培训的学员对遗址进行了表面清理:18。2012年5月至7月，国家文物局水下文化遗产保护中心、宁波市文物考古研究所组织，来自中国国家博物馆等机构的水下考古工作者参与的联合考古队对船体进行了正式发掘。此次发掘共出水文物118件，其中瓷器88件，船体以上部分所载文物基本清理完成。中国中央电视台在6月27日对水下考古活动进行直播。2014年5月至7月，上述机构再次合作，完成了对船体的发掘。此次发掘通过逐块拆卸的方式出水船体构件236件，器物451件，其中包括青花瓷96件，石板306块。此后，所发现的船体构件被转移到位于宁波市北仑区的国家水下文化遗产保护宁波基地实施保护和进一步研究。

## 沉船遗迹

### 船体
“小白礁一号”沉船所在的海底南高北低，南部深18至22米，北部深20至24米。海底为粗沙底，含盐量、有机质含量均较高，且有多种水生生物，这对船体的保存较为不利。遗址发现时，残存船体南艉北艏，方向为北偏东10°。船舷和船体上部结构因海水侵蚀和海洋生物噬食均已不存，仅存船底，且断为两半，残长20.35米，残宽7.85米，其中西半部宽3.18米，东半部宽4.86米:31,36。
残存的船体构件包括龙骨、肋骨、隔仓板、船壳板及各类补强板材等。龙骨由三段拼接而成，分别为艏龙骨、主龙骨和艉龙骨，残长各为1.09米、14.53米和5.86米。主、艏龙骨和主、艉龙骨分别使用企口和榫卯相连，连接后全长18.61米。出水船底肋骨22件，舷侧肋骨21件，此外有补强材数件。船底肋骨大多保存较好，长2.8至4.2米，宽16至21厘米，厚15至20厘米，间距40至60厘米，上有一至二个流水孔，底部有钉痕。完整的舷侧肋骨均出自船体左（西）侧，保存较差。长度多为1.0至2.8米，宽11至17厘米，厚10至17厘米，间距40至60厘米:40-50。船壳板共出水94件，包括内层55件，外层39件。内层船壳板长4至8米，宽20至33厘米，厚4至5.5厘米，上有肋骨及其他构件压痕与钉痕。外层船壳板长1.8至5米，宽20至30厘米，厚1.5至2.5厘米，表面有大量钉孔，局部有残存的艌料和植物纤维:55,63。出水的舱室构件包括隔仓板3件、铺仓板23件及其他构件。另发现一件桅座，长187厘米，宽89.5厘米，厚18.7厘米，上开两孔，发现时已不在原位:70,81。

### 木材
“小白礁一号”沉船所用木材树种较多。经过中国林业科学研究院和中山大学生命科学学院鉴定，已知木材种属涵盖9个科、15个属、18个种，且多产于东南亚地区。在检测样本中，艏龙骨和主龙骨木材为龙脑香属，艉龙骨木材为石梓。船底肋骨木材包括芳香坡垒、五瓣子楝树、柚木、佩龙木等，前半部树种以龙脑香科、桃金娘科为主，而后半部以马鞭草科为主。船壳板、舱室构件以树种以桃金娘科、龙脑香科为主，另有马鞭草科、使君子科等少量树种。研究者认为，明清时期中国沿海木材消耗巨大导致中国木材价格较高，且清代乾隆年间开放中国商民在海外造船，因而“小白礁一号”可能是在东南亚依照中国船只式样建造的船只:155,175。

## 出水器物
“小白礁一号”沉船遗址出水器物1064件，以青花瓷为主体，共592件。此外有石板331件、五彩瓷44件及其他器物，另有焦炭若干:82。

### 陶瓷

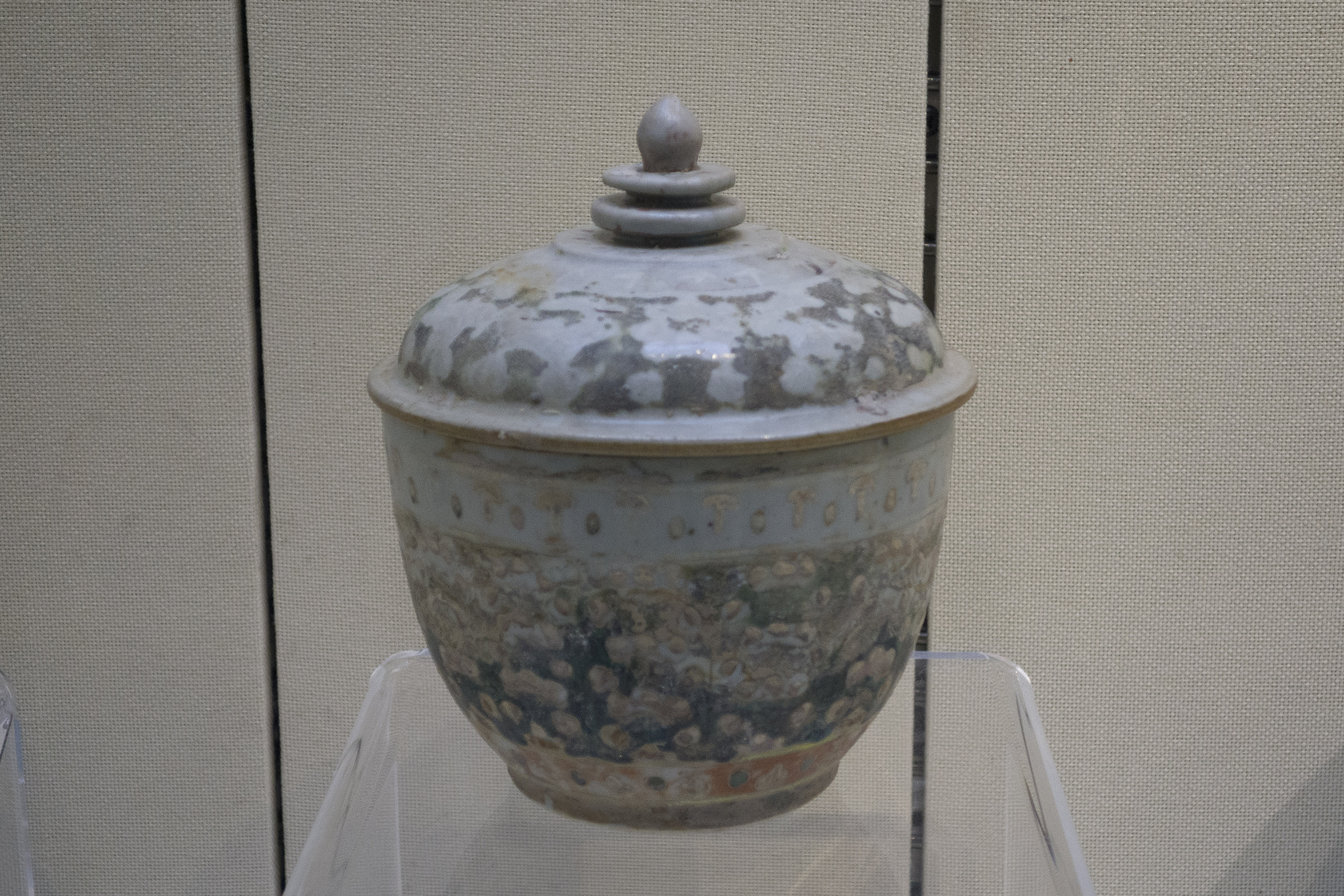
“小白礁一号”出水五彩瓷罐

沉船遗址出水青花瓷592件，大多产自景德镇，以弧腹碗为主体，共502件，此外有豆、盘、碟等器物类型。弧腹碗多为缠枝花卉纹，另有2件为灵芝纹。缠枝花卉纹碗依据尺寸可分为大、中、中小和小四种规格，口径分别为17至18厘米、14至15厘米、11.2至11.8厘米、9.2至10厘米。碗施白釉，口沿内侧有缠枝花卉纹条带，内底心有缠枝花卉纹或折枝花叶纹。碗底有底款，可辨识的底款有“道光”、“嘉庆”两种。此外有斜腹碗27件、杯25件、豆24件及少量碟、勺、灯盏等:84。
44件五彩瓷包括碗3件、罐7件和盖34件，为白胎着绿、黑、红、黄等色，因海水侵蚀，脱色较为严重。另有陶器20件，包括紫砂壶、酱釉壶、红陶盆等:113,118。

### 其他器物
沉船遗址出水石板331件，为凝灰岩，形状基本一致，长80至90厘米，款60至65厘米，厚6至8厘米，颜色微红，表面不平整。研究者认为，这批石材产自宁波鄞江的小溪石:129,152。出水铜钱63件，其中包括清朝康熙通宝2枚、雍正通宝1枚、乾隆通宝33枚、嘉庆通宝11枚、道光通宝4枚，日本、越南铸造的宽永通宝和景兴通宝各一枚。出水货币除铜钱以外另有西班牙銀圓一件，正面磨损，背面有王冠，上印西班牙文“HISPAN. ET IND. REX. M. 8R. F.M”。此外有毛笔、砚台、砺石、印章等文物出水，其中印章为叶蜡石质地，刻有“源合盛记”字样，可能为商号名称:123,129。

## 研究
“小白礁一号”沉船出水文物中有大量道光、嘉庆年间题款瓷器及嘉庆通宝、道光通宝，且出水器物与马来西亚迪沙如号沉船相近，因而沉船年代被确定为清道光年间。叠放完整的青花瓷和石板当为船货，印章当为商号印信，且发现了多国货币，因此该船只应为商船:150。船舱底部载有产自宁波鄞江的小溪石，说明“小白礁一号”的始发港应当是宁波。根据渔山列岛与宁波的方位、当时中国的海上贸易状况以及西沙群岛沉船、迪沙如号沉船所载船货，学者推测“小白礁一号”可能的目的地为琉球或东南亚:152,153。也有学者根据船只所载石材和瓷碗形制推测，“小白礁一号”可能的目的地是日本长崎，但因风浪漂流至渔山列岛海域，并在此沉没。船体呈南北向，与小白礁垂直，船艉紧贴礁石且断裂面参差不齐，说明船只应为是触礁沉没:151。

## 保护与展示
“小白礁一号”沉船发现后，所在海域于2010年12月被象山县列入文物保护点。为有效保护出水船体构件，2014年，在国家水下文化遗产保护宁波基地（中国港口博物馆）建成后，对船体的发掘方才展开。沉船构件出土后，在小白礁现场进行防霉、加固等措施，并装箱进行低温保存:139-141。2014年7月，沉船构件被送往宁波基地沉船修复展示室进行修复展示，进行脱盐、脱水、干燥等处理。与此同时，保护工作与宁波基地“水下考古在中国”专题陈列一道对参观者开放，使得公众能够了解船体保护和修复的技术:145,149。出水部分青花瓷则在象山县博物馆展示。